# Rajaram I.

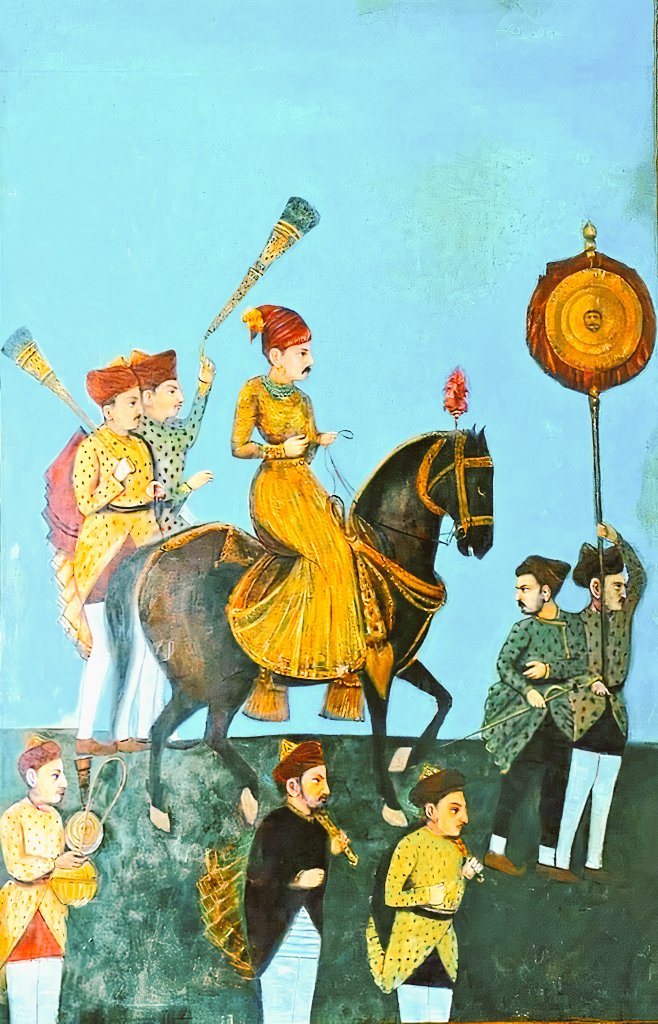
Chhatrapati Rajaram I. zu Pferde

Chhatrapati Rajaram I. (* 24. Februar 1670, Raigad-Fort; † 3. März 1700, Sinhagad-Fort) regierte das hinduistische Marathenreich Mittelindiens in den Jahren von 1689 bis zu seinem Tod.

## Familie
Der dem Haus Bhonsle angehörende Rajaram war der Sohn von Shivaji und dessen Frau Soyarabai. Er selbst war dreimal verheiratet und hatte drei Söhne: Raja Karna, Shivaji II. und Sambhaji II., der von 1714 bis 1760 das Marathenreich von Kolhapur regierte.

## Biografie
Rajaram war der zweite Sohn des Marathenführers (Chhatrapati) Shivaji und der jüngere Halbbruder von dessen Nachfolger Sambhaji. Nach dessen Ermordung im Auftrag des Großmoguls Aurangzeb war er erst 10 Jahre alt, aber als Thronfolger vorgesehen, wogegen die anderen Clanführer (zumeist Armeegeneräle) jedoch Einwände erhoben. Nur wenige Tage nach seinem Amtsantritt begann ein Mogulheer mit der Belagerung und der späteren Eroberung der wichtigen Marathenfestung Raigad, was natürlich einen enormen Prestigeverlust für Rajaram bedeutete. Da die Marathen das Mogulheer in offener Feldschlacht nicht besiegen konnten, begannen die Generäle Dhanaji Jadhav and Santaji Ghorpade einen erfolgreichen Guerillakrieg. Da die Staatskasse in Raigad zurückgeblieben war, zog sich Rajaram ohne Geldmittel in die Festung Gingee im Südosten Indiens (heute Tamil Nadu) zurück, wo Aurangzeb im September 1690 mit der Belagerung begann, die erst acht Jahre später enden sollte; Rajaram konnte jedoch entkommen und zog sich an seinen Hof in Satara zurück, der von den verblieben Maratha-Generälen gehalten wurde. Diese dehnten in den folgenden Jahren das Herrschaftsgebiet der Marathenkonföderation weiter aus. Rajaram selbst stellte sich an die Spitze einer Armeeeinheit, die die von den Moguln beherrschten Städte Jalna, Paithan und Beed einnehmen konnte, doch seine Gesundheit war angegriffen und so starb er kurze Zeit später im Alter von nur 30 Jahren.

## Nachfolge
Rajarams Nachfolger wurde sein Sohn, der erst vierjährige Shivaji II., für den seine Mutter Tara Bai die Regentschaft ausübte. Das Marathenreich war jedoch inzwischen in die Linien von Satara und Kolhapur gespalten; nach Aurangzebs Tod (1707) übernahm der 25-jährige Prinz Shahu I., Sambhajis Sohn und Shivajis Enkel mit tatkräftiger Unterstützung der Peshwas Balaji Vishwanath, Bajirao I. und Balaji Baji Rao 40 Jahre lang die tatsächliche Macht in einem Großteil des Reiches. 